# Karolina Freino
Karolina Freino (ur. 1978 w Polsce) – artystka wizualna. Ukończyła studia na Wydziale Malarstwa i Rzeźby wrocławskiej Akademii Sztuk Pięknych, Edinburgh College of Art (School of Sculpture) i Uniwersytecie Bauhausu w Weimarze (MFA „Sztuka Publiczna i Nowe Strategie Artystyczne”). Od 2007 roku asystentka w Katedrze Rzeźby ASP we Wrocławiu.

## Wystawy

### Wystawy indywidualne
- 2012 – Znikopisy, Projekt Kordegarda, Warszawa
- 2011 – Jak się masz?, Studio BWA, Wrocław
- 2009 – międzymiastowa, Galeria Sztuki Wozownia, Toruń
- 2007 – Murki i Piaskownice, miejsce sztuki OFFicyna, Szczecin
- 2006 – Junge polnische Kunst, z J. Janczy, Galerie im Georgshof, Hamburg
- 2005 – salon gier, CSW Łaźnia, Gdańsk
- 2003 – bioGRAfia, Galeria Entropia, Wrocław

### Wybrane wystawy zbiorowe
- 2011 – Looking into Neighbourship, Uqbar, Berlin
- 2011 – For Kids and Adults, Muzeum Sztuki Współczesnej, Belgrad
- 2011 – Building bridges, espacio trapézio, Madryt
- 2011 – Conversations in Silence, Goethe-Institut, Nairobi
- 2010 – Trwa generowanie podglądu, Muzeum Sztuki, Łódź
- 2010 – Qui Vive?, Moscow International Biennale for Young Art
- 2010 – Freedom Sparks Video and Film Festival, The Visual Voice Art Gallery, Montreal
- 2010 – Faszination Schach, Galerie im Georgshof, Hamburg
- 2009 – Przestrzeń dla ludzi, ludzie dla przestrzeni, Mieszkanie Gepperta, Wrocław
- 2009 – Semiotyka miasta, Galeria DKSG, Belgrad
- 2009 – Factory, MoBY, Bat Yam, Izrael
- 2008 – Turbulencje, Muzeum Ziemi Kłodzkiej, Kłodzko
- 2008 – Dürer war auch hier, Kunstverein Emmerich „Haus im Park"
- 2007 – Another Publication, Casco, Office for Art, Design and Theory, Utrecht
- 2007 – Eintagsfliege, Galerie Inges, Berlin, Niemcy
- 2006 – Crossing, Galeria Entropia, Wrocław
- 2006 – Multi Purpose Space – Prop Shop, Zeughof, Weimar
- 2006 – “577,4 the distance between, Museumsite Leuven
- 2005 – Schiller Goes Public, Kunstverein Jena

## Nagrody i stypendia
- 2012 – stypendium Ministra Kultury i Dziedzictwa Narodowego
- 2010 – 2 granty Instytutu Adama Mickiewicza „Kultura polska na świecie”
- 2009 – grant Instytutu Adama Mickiewicza „Kultura polska na świecie”
- 2005–2006 – stypendium Alfred Töpfer Stiftung F.V.S
- 2005 – Stypendium Artystyczne Miasta Szczecin
- 2004 – Stypendium Artystyczne Miasta Szczecin
- 2003 – II miejsce w konkursie Culture 2000 „Exhibition of Works in Visual Art About Emigration”